# Misak
Los  misak  o guambianos son un pueblo originario americano que habita en el sur de Colombia en el departamento del Cauca. Su Resguardo Mayor original Guambìa está en el municipio de Silvia y habitan también en otros lugares cercanos, de la Cordillera Central de los Andes colombianos. Para poder acceder a tierra cultivable, algunos han emigrado a fundar nuevos resguardos en el mismo Cauca.
Para los antropólogos, los Misak son originarios del territorio del prehispánico cacicazgo de Calambás, que hacía parte de la Confederación Pubense,  cuyo centro era la actual Popayán, en el Valle de Pubenza y que llegaba hasta Santander de Quilichao al norte, al sur el río Moras, y al oriente los páramos y las estribaciones orientales de la Cordillera Central. Con la Conquista y la Colonia este cacicazgo desapareció, y aquellos que se refugiaron en las estribaciones más lejanas de los páramos, pudieron pervivir. Con las décadas recibirían a otros Misak que huían de las zonas de tierra caliente. De esta mezcla de poblaciones vienen los actuales Misak. La Corona española tituló en 1700 como resguardo a Guambía, cuya autoridad principal es el Cabildo, elegido actualmente por voto popular.

## Nunakchak
Con los siglos muchos Misak migrarían de nuevo a tierra caliente, y a partir de 1991 con el cambio Constitucional, pudieron conformar nuevos resguardos. A toda la red de nuevos resguardos (16 y dos comunidades), se les llama Nunakchak, que significa "nuestro gran fogón", o Gran Confederación Misak, y se refiere a la unión social Misak como si fuese un fogón familiar de las antiguas cocinas. De estos fogones es de donde tradicionalmente nace todo: la palabra, la historia, el territorio, la familia y la autoridad.
Han sido reconocidos los siguientes resguardos Misak:
- Guambía (Silvia, Cauca)
- La María (Piendamó, Cauca)
- Bonanza (Morales, Cauca)
- La Gaitana (La Plata, Huila)
- Nuevo Amanecer (La Argentina, Huila)
- Nam Misak (La Plata y La Argentina, Huila)

Comparten con la comunidad nasa el resguardo de La Reforma, en La Plata. En Tuluá, se encuentra una comunidad en Barragán y en Cali, vive hace 50 años la comunidad Nu Pachik chak. Otros asentamientos Misak están en territorios del Cauca, como Kurak-Chak (Cajibío), Piscitao, (Piendamó), Munchique (El Tambo), San Antonio (Morales) y Ovejas (Caldono).

## Aspectos culturales

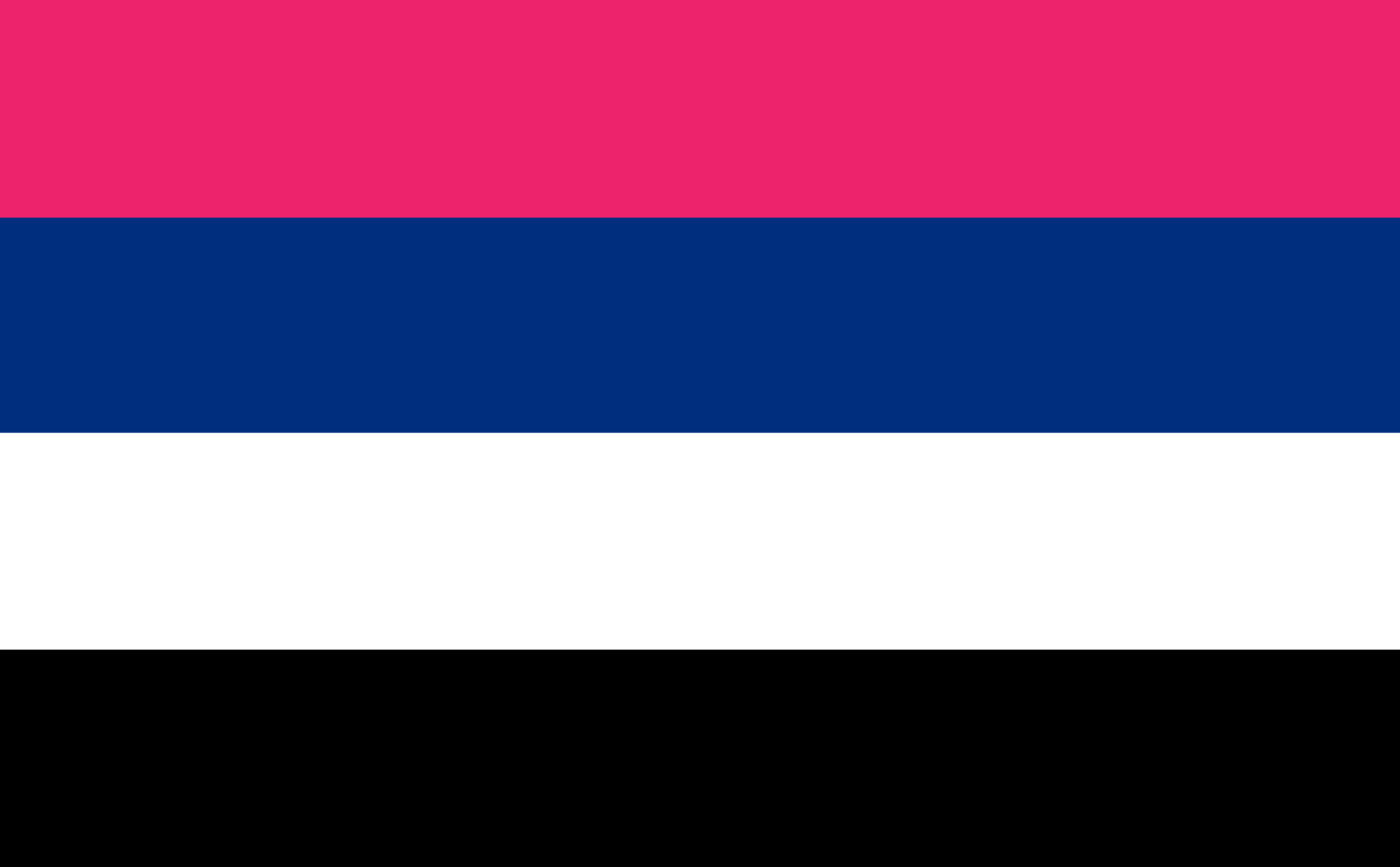
Bandera

Los grupos domésticos patrilocales son la base de la organización social. Practican la endogamia étnica y la exogamia veredal (de la comunidad local).
La base de su economía es la agricultura Sus principales cultivos son el maíz, papa, café, ulluco, frijol, repollo y habas.
Su pensamiento es dual, basado en oposiciones como sol-luna, masculino-femenino. El mөrөpik es el curandero Misak, es escogido entre niños con disposición y educado para intermediar con los espíritus. Realiza la ceremonia de limpieza llamada pishimarөp. 
El traje tradicional de los hombres es un reboso corto azul que envuelven alrededor de la cintura, dos ruanas rectangulares y un sombrero. Las mujeres llevan un anaco, vestimenta propia de los misak, blusa de un solo color y pañolón azul de lana.

## Historia

### Época prehispánica
Previo al descubrimiento de América el yasgüen (cacique) Pubén formó una confederación Guambiano-Coconuco con otros pueblos relacionados con fines defensivos, se cree que fue creada para defenderse de los ataques del Tawantinsuyu o Imperio inca y los Pijaos formando fortificaciones. Este se encontraba dividido entre cuatro provincias, este territorio se encontraba entre la Cordillera Occidental y la Cordillera Central en el Valle de Pubenza.

### Conquista española
Según los cronistas para la llegada de los conquistadores españoles en 1535 habían pasado tres generaciones desde la fundación de la confederación, según las crónicas la confederación estaba regida por dos yasgüen llamados Payan/Popayán y Calambás quienes estaban expandiendo el territorio, al occidente habían conquistado Jambaló y al oriente conquistaban los páramos de Moras y Guanacas, avanzaba.
La conquista de la confederación liderada por Juan de Ampudia y Pedro de Añasco bajo órdenes de Sebastián de Belalcázar comenzó en 1535 desde el norte. En 1536 moriría el cacique Payan/Popayán un año después en 1537 moriría Calambás. En ese mismo año concluye la conquista con la fundación del Cabildo de Popayán con Pedro de Añasco de alcalde. Durante la conquista, varios Misak escaparían de la conquista cruzando los andes.
Posterior a la conquista, los Misak/Guambianos serían víctimas de las reducciones de indios, empezando un conflicto por sus territorios que persiste en la actualidad. Tendrían ligeros avances como en 1700 donde Juan Tama de la Estrella conseguiría que se establecieran resguardos indígenas.

### En la república
En 1825 se realizaría una demanda contra los descendientes de Sebastián de Belalcázar por disputas territoriales pero fallaría a favor de los descendientes de Belalcázar en 1825.
La población Misak continuó peleando por sus territorios y la defensa de su modo de vida tradicional, pero el incremento de la población y las condiciones climáticas llevaron a que en 1950 empezaran a migrar a regiones rurales en tierra caliente.

## Lengua
Hablan su propia lengua Wampi misamera wam, el Namtrik  o idioma guambiano, que está estrechamente relacionada con las lenguas Totoró (hablada en el municipio de tal nombre) y Coconuco (extinta), y ha sido clasificada dentro de la familia de lenguas barbacoanas. Tiene cinco fonemas vocálicos y 17 consonánticos, entre los cuales se destacan como peculiaridad, las consonantes retroflejas.

### Vocales
|        | Anteriores | Centrales | Posteriores |
| Altas  | i          |           |             |
| Medias | e          | ø         |             |
| Bajas  | a          |           |             |

### Consonantes
|                  | labial | alveolar | retrofleja | palatal   | velar |
| oclusivas sordas | p      | t        |            |           | k     |
| africadas        |        | ʦ        | ʈʂ [✍: tš] | ʨ [✍: ç]  |       |
| nasales          | m      | n        |            | ɲ [✍: ñ]  |       |
| fricativas       |        | s        | ʂ [✍: š]   | ç [✍: ŝ]  |       |
| lateraless       |        | l        |            | ʎ [✍: ly] |       |
| vibrantes        |        | r        |            |           |       |
| aproximante      |        |          |            | j [✍: y]  | w     |

El grupo de consonantes sordas 'p', 't', 'ts', 'tš', 'ç', 'k', se realizan como sonoras 'b', 'd', 'dz', 'dζ' [ɖʐ], 'J' [ɟ], 'g' [ɡ], tras una nasal o una alveolar; y además las del grupo 'p', 'tš', 'k', se realizan como fricativas sonoras 'β', 'ζ' [ʐ], 'γ' [ɣ], entre vocales y al final de la palabra; o como fricaticas 'f', 'š', 'x', al final de la palabra. La consonante 'k' se palataliza antes de 'i' (ky / ç). La consonante 'n' suena 'm' antes de la 'p' o 'b'.

### Citas
1. ↑  DANE (2019). "Población Indígena de Colombia" Censo 2018. Bogotá: Departamento Nacional de Estadística, 16 de septiembre de 2019. Consultado el 28 de julio de 2020.
2. ↑  DANE (14 de agosto de 2019). «Población Indígena del Cauca». Consultado el 28 de julio de 2020.
3. 1 2 3  Autoriddes Ancestrales Misak (2014). «Plan de Reconstrucción Territorial, Social, Económica, Política, Cultural y Ambiental en el Marco del Derecho Mayor y Plan de Salvaguarda Misak, Auto 004 de 2009». Guambía. Consultado el 29 de julio de 2020.
4. 1 2  Calderón Méndez, Johnny Andrés 2018: "Nu Isuik - Nu Maramik: filosofía y política de la planificación territorial Guambiana, Resguardo Indígena de Guambia - Colombia". Tesis de grado de maestría. México: UNAM.
5. 1 2 3 4 5  Pachón, Ximena. Los Guambianos y la Ampliación de la Frontera Indígena.
6. ↑  Osorio, Oscar J. LA MIGRACION RURAL-RURAL DE LO GUAMBINOS.